# Wspólnota administracyjna Kirchheim in Schwaben
Wspólnota administracyjna Kirchheim in Schwaben – wspólnota administracyjna (niem. Verwaltungsgemeinschaft) w Niemczech, w kraju związkowym Bawaria, w rejencji Szwabia, w regionie Donau-Iller, w powiecie Unterallgäu. Siedziba wspólnoty znajduje się w miejscowości Kirchheim in Schwaben. Powstała 1 maja 1978.
Wspólnota administracyjna zrzesza jedną gminę targową (Markt) oraz jedna gminę wiejską (Gemeinde): 
- Eppishausen, 1 775mieszkańców, 39,50 km²
- Kirchheim in Schwaben, gmina targowa, 2 545 mieszkańców, 31,95 km² ²